# (7456) Doressoundiram
(7456) Doressoundiram est un astéroïde de la ceinture principale.

## Description
(7456) Doressoundiram est un astéroïde de la ceinture principale. Il fut découvert le 17 juillet 1982 par l'astronome Edward L. G. Bowell à la station Anderson Mesa. Il présente une orbite caractérisée par un demi-grand axe de 2,6214 UA, une excentricité de 0,2994 et une inclinaison de 14,7939° par rapport à l'écliptique.
Il est nommé en l'honneur de l’astronome français Alain Doressoundiram, né en 1968, spécialiste des planètes.

## Compléments